# Гутенштайн (Нижняя Австрия)
Гутенштайн (нем. Gutenstein (Niederösterreich)) — торговая община (нем. Marktgemeinde) в Австрии, в федеральной земле Нижняя Австрия.
Входит в состав округа Винер-Нойштадт. Население составляет 1317 человек (2017 года). Занимает площадь 104,03 км². Официальный код — 32308.

## Политическая ситуация
Бургомистр общины — Michael Kreuzer (GFG) по результатам выборов 2015 года.
Совет представителей общины (нем. Gemeinderat) состоит из 19 мест.
- АНП занимает 8 мест.
- GFG занимает 7 мест.
- СДПА занимает 4 мест.